# أحافير كبيرة
الأحافير الكبيرة أو المستحاثات الكبيرة، ويطلق عليها أيضا الأحافير الضخمة، هي بقايا عضوية محفوظة، وحجمها كبير بما يكفي لتكون مرئية بدون مجهر.  مصطلح الأحافير الكبيرة هو المصطلح المعاكس لمصطلح الأحافير الدقيقة. على النقيض من الأحافير الكبيرة، تتطلب الأحافير الدقيقة تكبيرًا قوياً ليقيمها صائدي الأحافير أو علماء الأحافير المحترفين. ولهذا، فإن معظم الأحافير التي لوحظت في الميدان ومعظم العينات التي يطلق عليها "ذات جودة المتاحف" هي أحافير كبيرة.

## أنواعها

### أحافير نباتية كبيرة
تشمل الأحافير النباتية الكبيرة الأوراق، والأوراق الإبرية، والمخاريط، وحطام السوق؛ ويمكن استخدامها لتحديد أنواع النباتات التي نمت سابقًا في المنطقة. توفر بيانات الأحافير النباتية الكبيرة هذه معلومات متكاملة وقيّمة لبيانات حبوب اللقاح والحيوانات التي عاشت في البيئة التي استخرجت منها هذه الأحافير، والتي يمكن استخدامها لتصور تلك البيئة الأرضية لما قبل التاريخ. تستخدم أحافير الطحالب الكبيرة (مثل: طحلب الكلب البني وخس البحر والستروماتوليت الكبيرة) بشكل متزايد لتحليل النظم الإيكولوجية البحرية والمائية في عصور ما قبل التاريخ.

### أحافير حيوانية كبيرة
الأحافير الحيوانية الكبيرة تشمل أسنان وجماجم وعظام الفقاريات، بالإضافة إلى بقايا اللافقاريات مثل القواقع والأصداف والدروع الحيوانية والهياكل الخارجية . الروث المتحجر (أو الكوبرليت) يصنف أيضا من الأحافير الحيوانية الكبيرة.

## معرض الصور

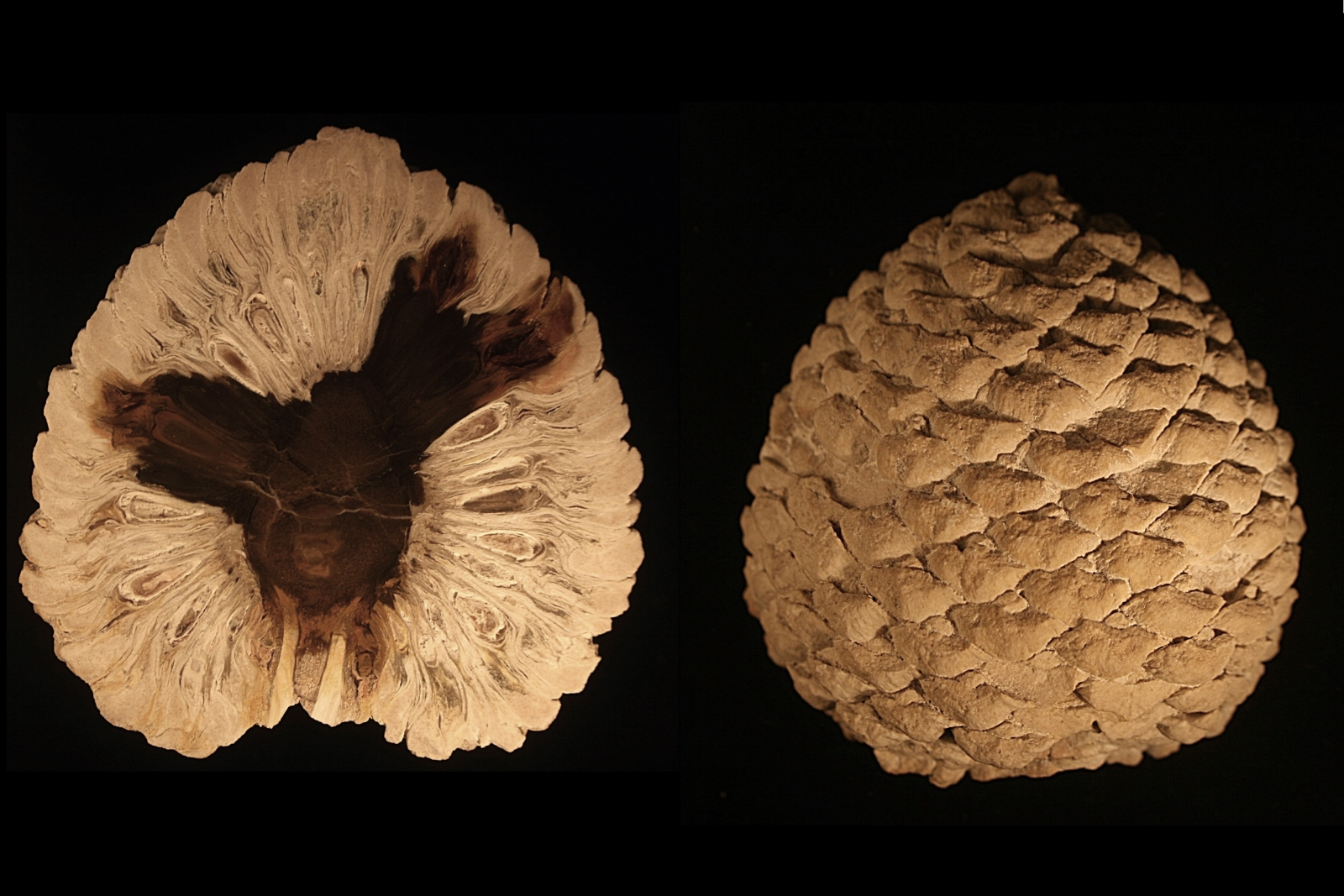
مخروط الجوراسي متحجر نوع Araucaria sp. من باتاغونيا، الأرجنتين .
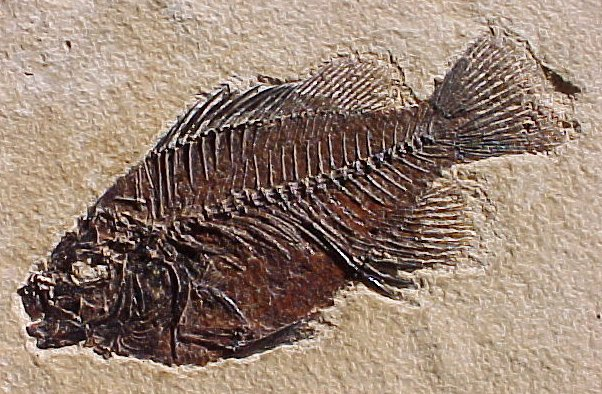
أحفورة سمكة من الأيوسين نوع Priscacara liops، مصدرها من تكوين النهر الأخضر  [لغات أخرى]‏ في ولاية يوتا.
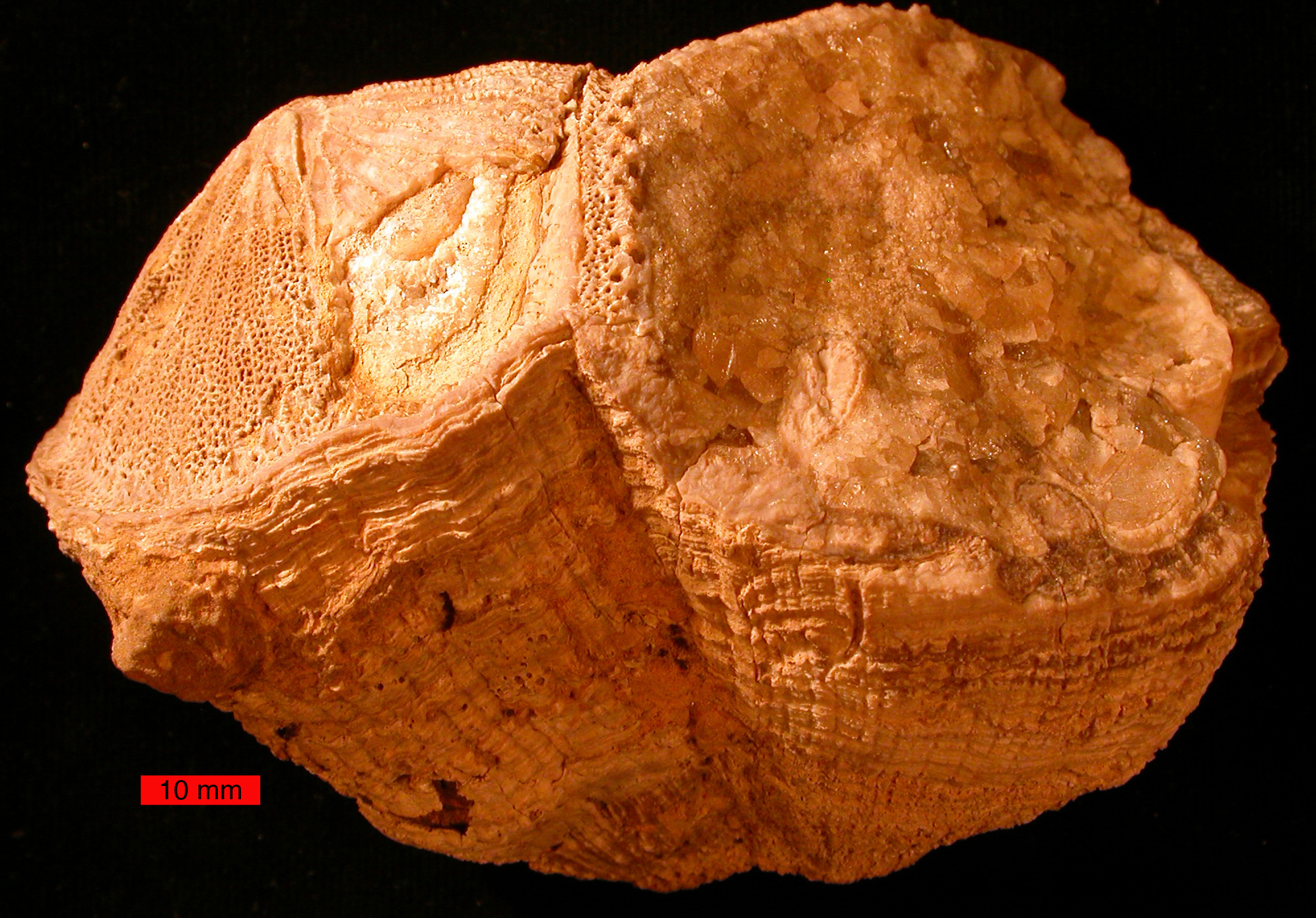
روديست ذوات الفلقتين، من العصر الطباشيري من الجبال العمانية في الإمارات العربية المتحدة. مقياس الرسم 10 مم.
أشكال الحياة الإدياكارية الغامضة المعروف باسم باليوباسيكنس تصنف ضمن الأحافير الكبيرة.